# Émilien Viennet
Émilien Viennet (6 februari 1992, Besançon) is een Frans wielrenner en veldrijder.
Sinds 2013 staat Viennet onder contract bij het professionele FDJ.fr, nadat hij in 2012 een jaar stage mocht lopen bij diezelfde ploeg.

## Belangrijkste overwinningen

### Weg
2014
Jongerenklassement Ronde van de Haut-Var

### Veldrijden
2008
Frans kampioen veldrijden, Nieuwelingen
2009
Europees kampioen veldrijden, Junioren
1e etappe wereldbeker veldrijden, Junioren